# Cleruchus nikaknet
Cleruchus nikaknet  (лат.) — вид паразитических наездников из семейства Mymaridae. Европа: Италия.

## Описание
Микроскопического размера перепончатокрылые насекомые, длина тела около 0,7 мм. Основная окраска жёлтовато-коричневая. Длина переднего крыла в 12 раз больше своей ширины; длина заднего крыла в 22—24 раза больше своей ширины. Скапус примерно в 4 раза длиннее своей ширины. От других видов рода отличается продольными сегментами жгутика усика (все его членик длиннее своей ширины). Яйцеклад короткий (равен половине длины задней голени). Лапки 4-члениковые. Мандибулы 2-зубчатые. Петиоль короткий, много короче своей ширины. Собраны на дубе (Quercus carris) и иве (Salix). Основной хозяин и биология неизвестны.
Вид был впервые описан в 2014 году российско-американским энтомологом Сергеем Владимировичем Тряпицыным (Entomology Research Museum, Department of Entomology, Калифорнийский университет в Риверсайде, Калифорния, США) вместе с Cleruchus kivach, Cleruchus taktochno и другими новыми видами из Палеарктики. Сходен с макроптерными самками вида C. janetscheki. Видовое название Cl. nikaknet дано по русскому словосочетанию «никак нет» (принятое среди военных отрицательное утверждение, вместо краткого гражданского «нет»)
.